# Erodium aethiopicum
Erodium aethiopicum es una especie perteneciente a la familia de las geraniáceas. Se encuentra en la península ibérica y el Norte de África.

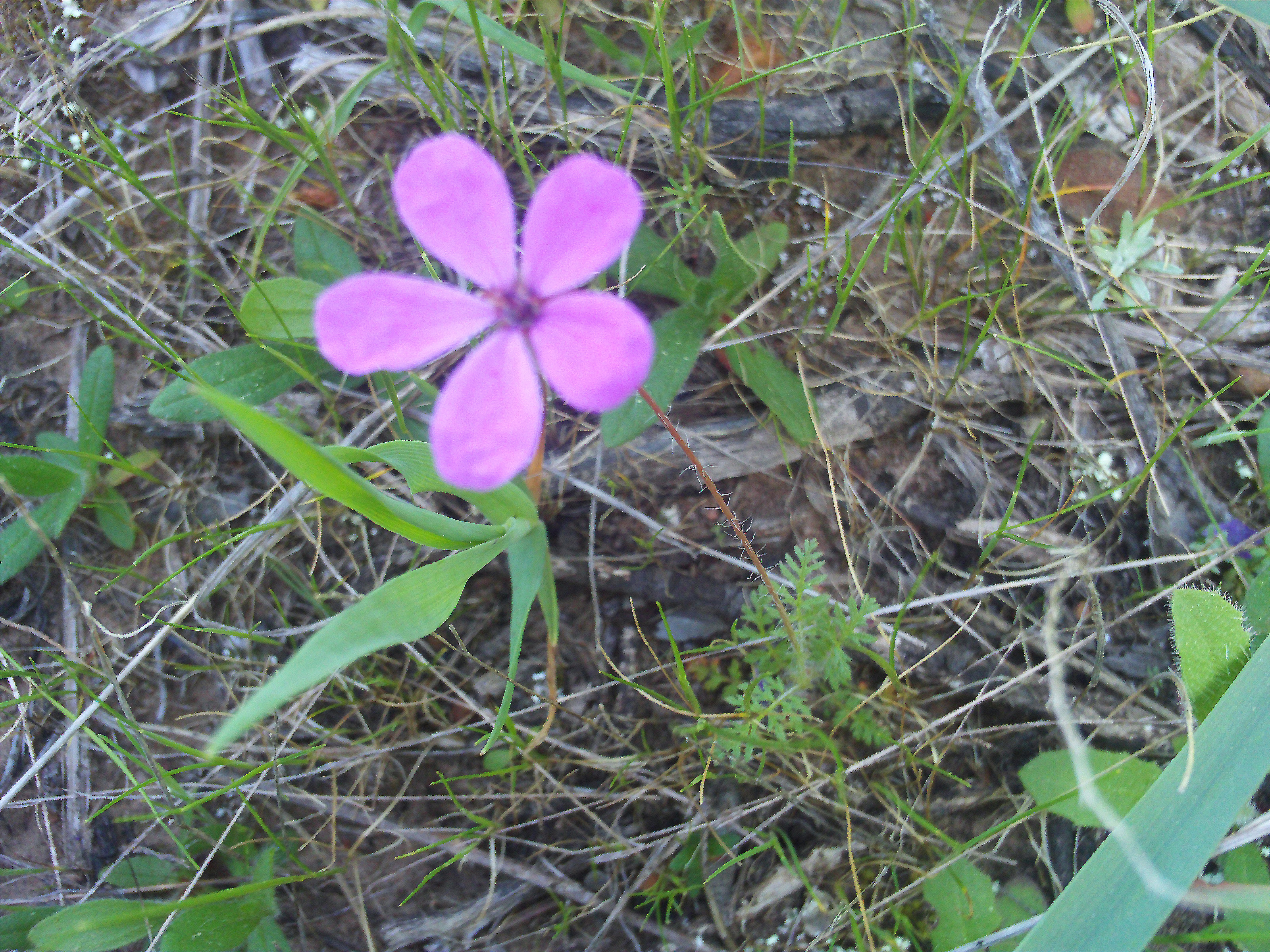
Detalle de la flor

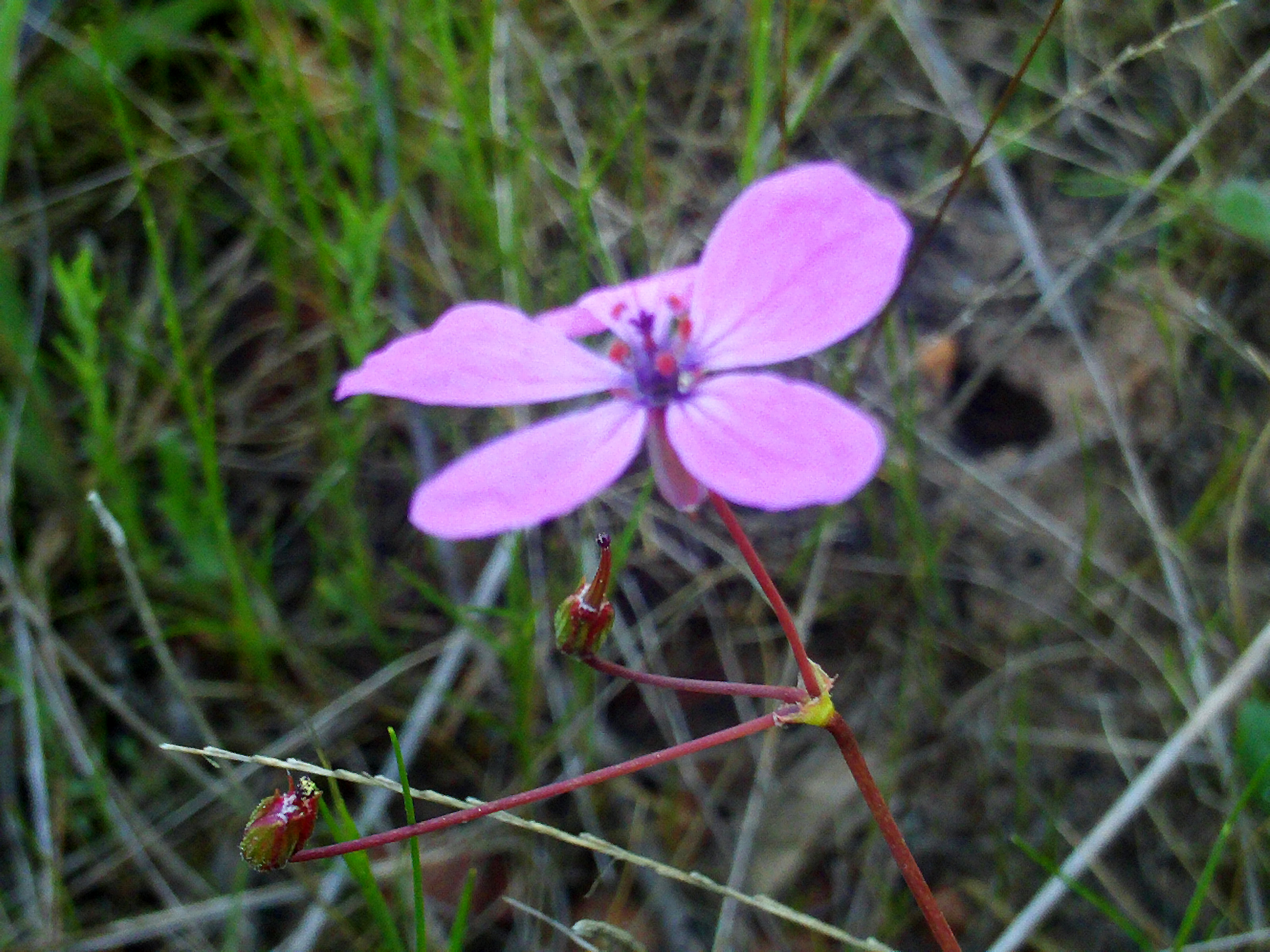
Vista de la planta

## Descripción
Son plantas anuales, caulescentes. Tallos de hasta 50 cm de altura, erectos, ascendentes o decumbentes, con pelos setosos más o menos laxos, más o menos densamente pubescente-glandulosos, sobre todo en la parte superior. Hojas de 10-170 x 8-30 mm, pinnadas, con pinnas 1 (-2) pinnatisectas, con lóbulos de último orden generalmente obtusos, pubescentes, con pelos setosos, glandulares o eglandulares, a menudo teñidos de púrpura. Umbelas con (1-) 3-8 flores. Brácteas ovado-acuminadas o triangular-lanceoladas, ciliadas al menos en el margen. Sépalos de 4-8 mm en la fructificación, ovado-lanceolados, a veces mucronados, con numerosos pelos eglandulares, cortos y adpresos, o con pelos pluricelulares glandulares, frecuentemente teñidos de púrpura. Pétalos de 5-10 mm, desiguales, violáceos. Mericarpos de 4,3-5,5 mm, con pelos erecto-patentes abundantes, con foveolas eglandulosas, sin surco infrafoveolar. Aristas de 30-55 mm.

## Taxonomía
Erodium aethiopicum fue descrita por (Lam.) Brumh. & Thell. y publicado en Mémoires de la Société des Sciences Naturelles de Cherbourg 38: 352. 1911-1912.
Etimología
Erodium: nombre genérico que deriva del griego erodios =  "una garza" debido al largo pico en el fruto.
aethiopicum: epíteto geográfico que alude a su localización en Etiopía.
Sinonimia
- Erodium bipinnatum Willd.
- Erodium staphylinum Bertol.
- Geranium aethiopicum Lam.
- Geranium bipinnatum Cav.
- Geranium numidicum Poir.[5]